# Нижне-Гниловской
Нижне-Гниловской — упразднённый рабочий посёлок находившейся в подчинении Ростовского горсовета Ростовской области. В 1956 году включен в состав города Ростова-на-Дону и исключен из учётных данных.

## География
Располагался на правом берегу реки Дон в месте, где от неё отходит рукав Мертвый Донец. В посёлке располагалась железнодорожная станция Гниловская. В настоящее время представляет собой юго-восточную часть Железнодорожного района Ростова-на-Дону.

## История
В XVIII веке по берегам реки Дон начали группироваться поселения, получившие название казачьих станов. Одним из них был Гниловской стан, называвшийся по свидетельству старожилов «гнилым» от болотистых топей Мёртвогo Донца. Другое её название было Гнилая Тонь. В 1747 году уже упоминается поселение на Гнилой тоне, который, по сведениям краеведа X. И. Попова, был заселен малороссиянами.
В 1765 года в Гниловском стане был построен первый православный храм — небольшая часовня Во имя Святой Троицы. К 1781 году при этой часовне было 77 приходских дворов, 176 мужчин и 147 женщин. В 1784 году вместо часовни была заложена деревянная Троицкая церковь без колокольни, которая была освящена 27 июля 1785 года. Второе рождение Троицкого храма (из-за ветхости старого деревянного сооружения) произошло в 1855 году, когда на средства прихожан была построена каменная пятиглавая церковь с колокольней, покрытая листовым железом. В церкви был один престол во имя Живоначальной Троицы.

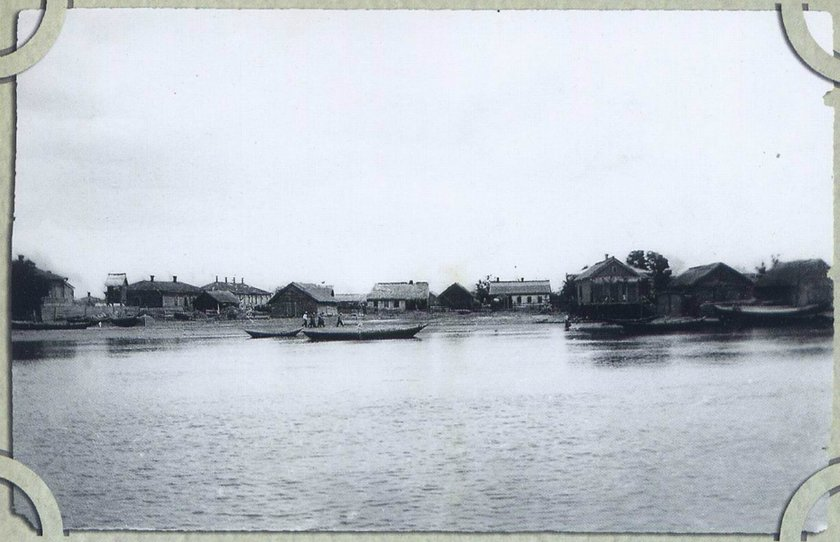
Вид станицы с Дона

В 1797 году по указу Войскового Гражданского Правительства Гниловской стан был переименован в станицу Гниловскую. Станица занимала в низовьях Дона выгодное в торговом и промышленном отношениях место — располагалась она на правой стороне реки, при отделении от неё северного рукава, называвшегося Мёртвый Донец, в двадцати шести верстах по прямой от залива Азовского моря, в сорока верстах от Новочеркасска и в пяти верстах от Ростова-на-Дону. В первой половине XIX века в станице имелся дом станичного правления на каменном фундаменте, два ледника, конюшня, хлебный магазин из барочного леса с 12-ю закромами. К середине века в ней появились четыре гостиницы, принадлежащих ростовским купцам И. Тархову и И. Жукову, казаку И. Матвееву и хорунжему X. Суржину. В 1829 году в Гниловской построили вторую церковь — Преполовенскую, которая была каменной, с колокольней, покрыта листовым железом и обнесена каменной оградой.
На 1836 год в станице проживало собственно казачьего происхождения 1060 мужчин и 1072 женщины, а также иногородние из Полтавской, Екатеринославской, Киевской, Харьковской и Черниговской губерний. Станице принадлежало три хутора — Хопёрский с 21 двором, Мокрочалтырский с 19 дворами и Кумженский с 18 дворами. На 1843 год в Гниловской было 456 дворов. В 1849 году в станице была устроена торговая пристань по обоим берегам реки Дон. С проведением же линии Курско-Харьковской-Азовской железной дороги возникла необходимость в создании в Гниловской товарной станции. И 12 ноября 1869 года, по окончании строительства линии железной дороги от Таганрога до станции Гниловская, на неё пришёл первый поезд из Таганрога. К 1880-м годам в станице были построены бакалейные лавки, принадлежавшие мещанину А. Клачному и ростовскому мещанину Гриценкову, мелкая лавка при доме И. В. Праваторова, мануфактура и бакалея ростовского мещанина А. А. Шикунова. На 1875 год в Гниловской были построены два кирпичных завода и механический завод, владельцем которого был Э. М. Зубов. В 1880 году в станице был основан крупнейший на Дону шерстомойный завод «Стукен». В 1894 году местный казак Григорий Александрович Власов построил ещё один кирпичный завод. В 1896 году Областное Правление разрешило создать в Гниловской гражданину Франции Рене Людвиговичу Мишо известково-цементный завод, который был построен в следующем году.
В 1904 году было подано прошение о постройке церкви Во имя Преподобного Серафима Саровского, которая была построена в ноябре 1911 года. Указом Святейшего Синода от 20 февраля 1912 года при Серафимовской церкви был открыт самостоятельный приход. Это была третья станичная церковь, которая со временем была почти разрушена, но со временем восстановлена и в 2004 году освящена.

Дореволюционные фотографии
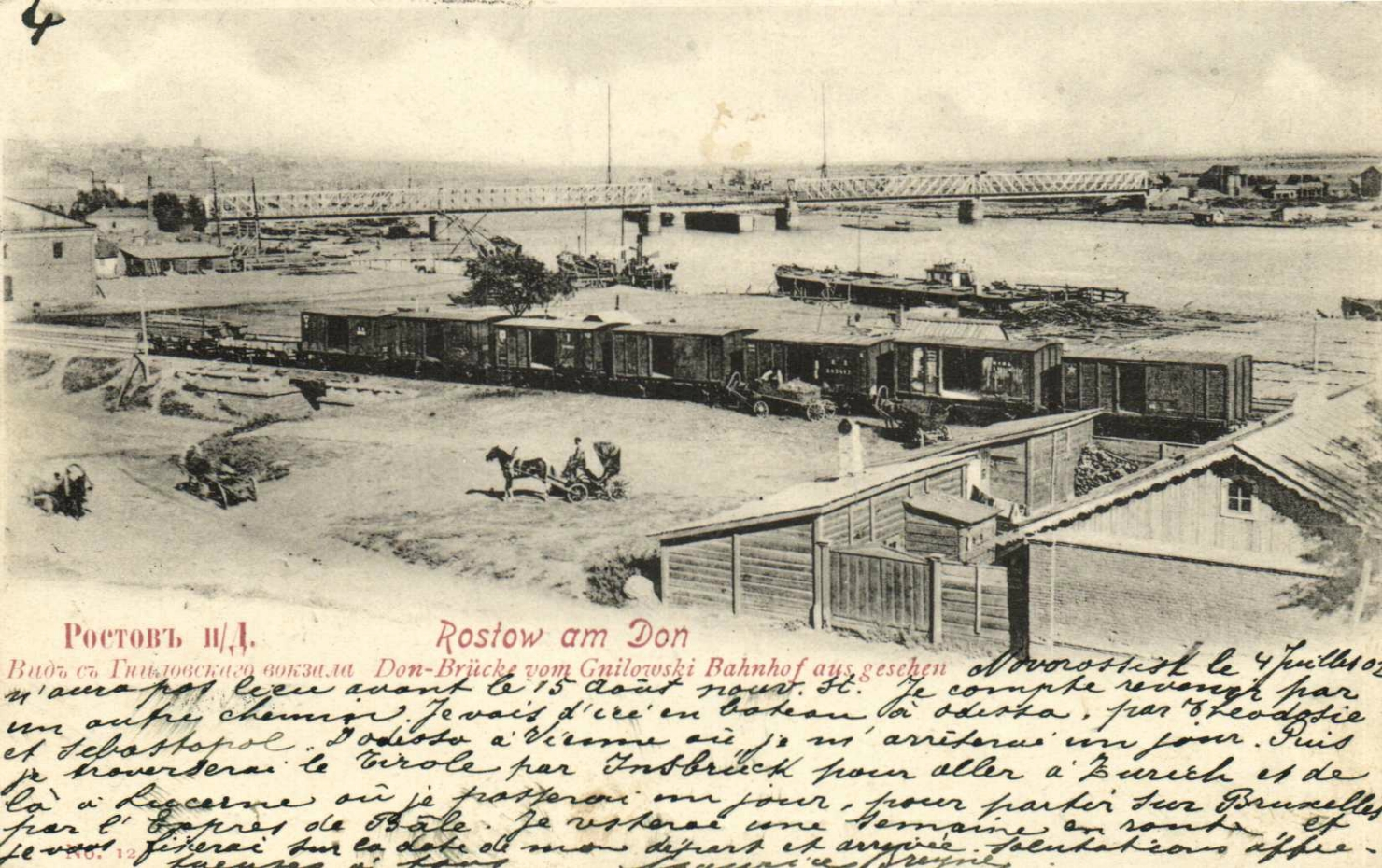
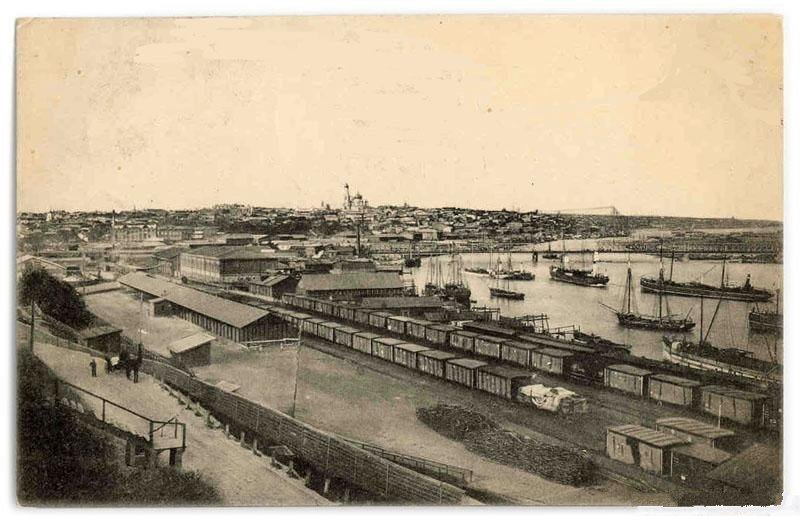
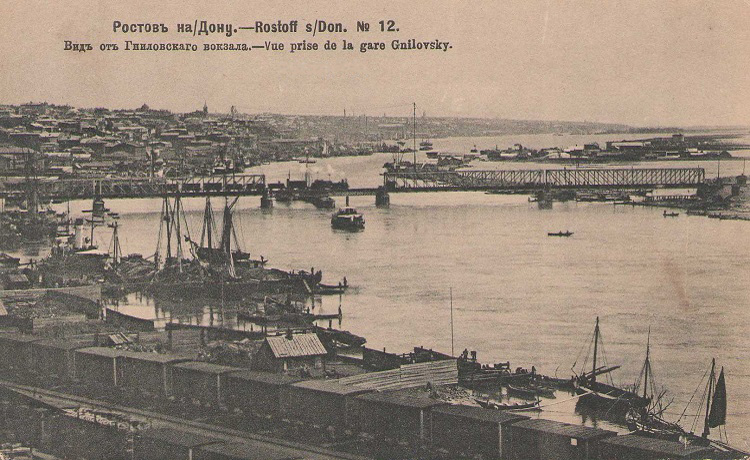

В советское время, в начале 1920-х годов, территория Гниловской использовалась и для военных целей — здесь базировались 9-й и 10-й авиаотряды Северо-Кавказского военного округа. Позже был организован аэродром ДОСААФ, на котором, ещё в 1980-х годах проводили занятия курсанты-вертолётчики.
В декабре 1938 года станица Нижне-Гниловская преобразована в рабочий посёлок Нижне-Гниловской.
Решением Горисполкома от 4 марта 1954 года № 340 посёлок был присоединен к Железнодорожному району города, данное решение было утверждено ВЦИК РСФСР только в июне 1956 года. 
Два имеющихся в Гниловском кладбища — Нижне-Гниловское и Верхне-Гниловское, стали городскими кладбищами Ростова.

## Население
| 1926 | 1939  |
| ---- | ----- |
| 3215 | ↗7284 |